# سیریل گرانون
سیریل گرانون (انگلیسی: Cyril Granon؛ زادهٔ ۲۱ فوریهٔ ۱۹۷۲) بازیکن فوتبال اهل فرانسه است.
از باشگاه‌هایی که در آن بازی کرده‌است می‌توان به باشگاه فوتبال لوریان، آ.اس موناکو، و باشگاه فوتبال آژاکسیو اشاره کرد.